# Peruanisch-Bolivianischer Konföderationskrieg
Der Peruanisch-Bolivianische Konföderationskrieg (Guerra de Confederación Perú-Boliviana) fand von 1836 bis 1839 statt.

## Geschichte

Flagge der Peruanisch-Bolivianischen Konföderation

Der bolivianische General Andrés de Santa Cruz marschierte am 15. August 1836 in Lima, Peru ein. Er teilte Peru in einen Nord- und Südstaat. Der Norden wurde von dem ehemaligen Präsidenten Gesamtperus regiert, Luis José de Orbegoso, der mit Santa Cruz verbündet war, und der Süden von General Ramón Herrera. Sich selbst setzte General Santa Cruz als Protektor und obersten Machthaber über die neu gebildete Peruanisch-Bolivianische Konföderation ein, die aus Bolivien und den beiden peruanischen Teilstaaten bestand.
Die USA, Großbritannien und Frankreich erkannten die neue Konföderation an. Das Projekt, das sich an der territorialen Ausdehnung des ehemaligen Inka-Reiches orientierte, löste jedoch bei den konservativen Regierungen in Chile und Argentinien Besorgnisse aus, da sie sich in ihrer Stabilität von Santa Cruz bedroht fühlten. Letztlich führte dies zu Präventivschlägen aus dem Ausland gegen das neue Regime, die von den zahlreichen innerperuanischen Gegnern der Konföderation (den so genannten Restaurationisten) unterstützt wurden.
Als Erste versuchten 1837 argentinische Armeeeinheiten, Santa Cruz zu stürzen, was jedoch misslang. Im Oktober 1837 landeten 2.800 chilenische Soldaten im Hafen Islay in Südperu und eroberten die Stadt Arequipa. Krankheiten schwächten die chilenischen Truppen und zwangen sie zu einem Friedensschluss mit Santa Cruz am 17. November 1837 mit dem Vertrag von Paucarpata. Chile brach den Vertrag und landete am 6. August 1838 unter General Manuel Bulnes in der Stadt Ancón nördlich von Lima. Die chilenische Flotte blockierte den peruanischen Hafen Callao.

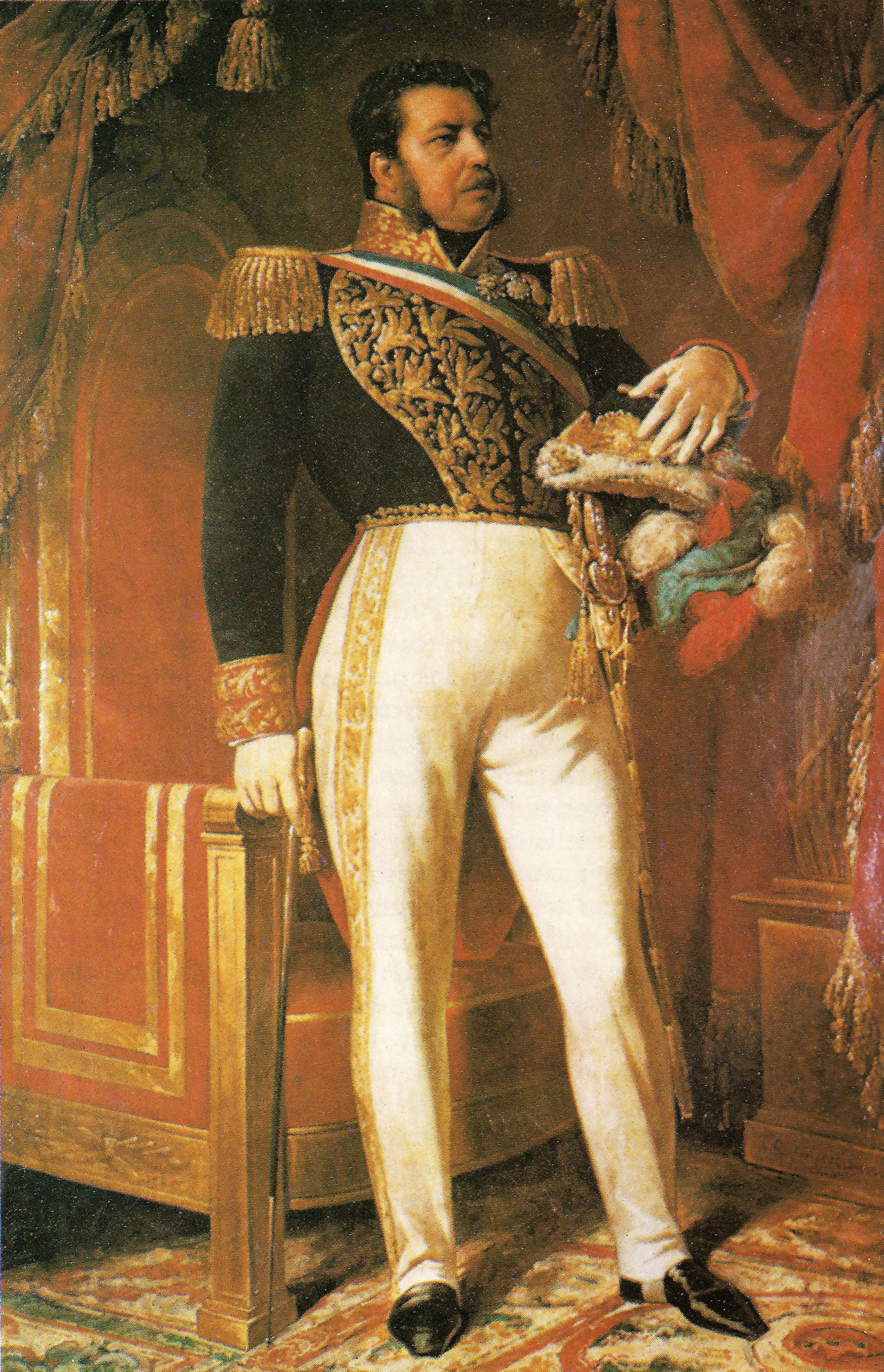
Manuel Bulnes, chilenischer General im Krieg 1836–1839, Präsident von Chile 1841–1851

Im November 1837 griffen die peruanischen Schiffe Socabaya, Confederación und Congreso die Juan-Fernández-Inseln sowie die chilenischen Hafenstädte Talcahuano, Huasco und San Antonio an. Zusätzlich landeten die peruanischen Truppen in San Antonio und Caldera.
Im Oktober 1838 fiel Lima in chilenisch-restaurationistische Hand. Santa Cruz entsandte daraufhin große Truppenverbände, die Chilenen und Restaurationisten zogen sich aus Lima nach Huasco zurück. Santa Cruz gelang es aber nicht, die gegnerischen Kräfte entscheidend zu schlagen.
Am 12. Januar 1839 wurde die peruanische Flotte bei Casma von den Chilenen unter dem Kommando des britischen Admirals Robert Simpson vernichtet. Am 20. Januar 1839 rückte Bulnes mit 5.400 Mann bei Yungay gegen die bolivianische Armee vor und besiegte die Truppen von Santa Cruz.
Santa Cruz musste abdanken und floh nach Ecuador.